# Below Sunset
Below Sunset ist das fünfte Musikalbum der amerikanischen Band Hypnogaja. Es wurde produziert von Jeeve, einem Gitarristen der Band. Jason Arnold, der Sänger schrieb zu diesem Album die Songtexte.

## Namensherkunft
Der Name Below Sunset bezieht sich auf die Straße in Hollywood, wo die Stars und Sternchen in ihren Luxusvillen leben, während die normalen Menschen „darunter“ leben. In einem Interview auf indiesolo.com erzählt Jason, der Sänger von Hypnogaja: „Ich lebe gerade so im Sunset. Ich wohne in einem kleinen Apartment. Wir haben das Album in Jeeve's Wohnung aufgenommen. Aber der Name Below Sunset hat eine weitere Bedeutung für mich. Die Sonne zeigt die Schönheit und Helligkeit des Lebens, aber direkt darunter befindet sich Dunkelheit, die das Leben in eine Depression zieht, so wie ich mich während den Aufnahmen gefühlt habe.“

## Aufmachung
Das Cover, welches von Jeeve entworfen wurde, zeigt eine nackte Person von hinten in einem schwarz-weißen Hintergrund. Es soll die Thematik der einzelnen Songs verdeutlichen. Alle dreizehn Songs (fünfzehn auf der Limited Edition) handeln von der wahren Seite der Liebe und des Lebens. Das Cover verrät, dank der Farbwahl einige Inhalte der Songs.

## Verkauf
Das Album wurde in den USA Millionen Mal verkauft und ist somit das erfolgreichste Album der Band. In Deutschland wird das Album über das Internetversandhaus Amazon.com angeboten und wurde hier deutlich weniger verkauft, da die Band in Mitteleuropa eher unbekannt ist. Es erreichte Goldstatus in den Vereinigten Staaten.

## Songs
Misery, Looking Glass, They Don't Care und Here Comes The Rain Again sind die bekanntesten Songs des Albums, beziehungsweise der Band. Der Song Looking Glass wurde von Jason Arnold für die Serie The Looking Glass Wars geschrieben, wie auch They Don't Care, das für eine Serie der New York Times produziert wurde. Looking Glass erzählt das Märchen Alice im Wunderland. Es ist nicht üblich, dass Märchen von Hard-Rock-Bands vertont werden, daher darf der Songs als Ausnahmestück gezählt werden.
Die Songs Misery und Here Comes The Rain Again sind die bekanntesten Songs des Albums. Der Song Misery beginnt mit einem Perkussion-Solo, ehe später die E-Gitarren anfangen zu spielen. Obwohl der Song mit harten Riffs in der Bridge und im Refrain gespielt wird, bleibt die Stimme jedoch sanft. Haupthandlung des Songs ist die andere Seite der Liebe. Jemand wird von seinem Partner verlassen, woraufhin dieser beginnt sich zu fragen, warum der Partner seinen seelischen Schmerz nicht spüren kann, den der Verlassene spürt.
Here Comes The Rain Again beginnt sanft mit einem Klavier-Solo. Bevor die E-Gitarren anfangen mitzuwirken, singt Jason Arnold die Bridge einmal. Auch hier ist die Melodie von harmonischen Klängen, harten Gitarrenriffs und weichem Gesang geprägt.
Der Song handelt von einer Person, die einsam ist und sich endlich wie ein verliebter Mensch fühlen will. Der Refrain Here comes the rain again. Raining in my head like a memory. ist eine Metapher, welche ausdrücken soll, dass die Person lange einsam ist. Der Regen stellt dabei die Erinnerung an die letzte große Liebe dar.
Der Song Normal On The Outside beginnt mit dem Satz: Do you really wanna know what's inside, was übersetzt willst du wirklich wissen, was in mir vor sich geht? bedeutet. Es ist eine Frage, welche den Hörer zum Nachdenken anregen soll. Der Song handelt darüber, dass das Äußere noch so perfekt sein kann, welches die inneren Werte aber nicht verstecken kann.
Die meisten Songs der Band beinhalten dieselbe Thematik.

## Titelliste
1. They Don't Care – 3:55
2. Misery – 4:25
3. Nothing Left To Give – 3:42
4. Normal On The Outside – 3:07
5. Looking Glass – 3:53
6. The Coming – 4:32
7. Here Comes The Rain Again – 4:41
8. Silver Star – 3:01
9. Wash It All Away – 3:57
10. Scorned – 3:47
11. Unspoken – 3:53
12. Quiet – 2:51
13. Put Your Hate On Me – 7:17

Gesamtspielzeit: 52:53 Minuten
Auf der Limited Edition sind noch 2 weitere Titel enthalten:
14. They Don't Care (Acoustic Version) – 3:58
15. Outro – 0:58
- Gesamtspielzeit: 56:49 Minuten

## Besonderheit
Below Sunset ist das einzige Album, welches auch in Russland verkauft und ein Riesenerfolg wurde. Der Song Here Comes The Rain Again ist ein Cover des gleichnamigen Songs von Eurythmics.